# Mars M-69
Mars M-69 ou Mars M69 foi um modelo de sondas espaciais soviéticas  que houve uma tentativa de lançamento de uma série de duas sondas para Marte durante o ano de 1969 para obter dados e imagens do planeta. Ambas as sondas não chegaram nem à órbita terrestre por falha de seus foguetes lançadores, um Proton-K.
As duas sondas Mars M-69 que tiveram lançamentos fracassados eram idênticas e tinham uma massa de cerca de 4850 kg.

## Histórico de lançamentos
| Data                | Rampa de lanzamento    | Sonda         | Resultado | Notas |
| ------------------- | ---------------------- | ------------- | --------- | --- |
| 27 de março de 1969 | Cosmódromo de Baikonur | Mars M-69 Nº1 | Fracassou | O foguete não chegou a órbita terrestre. |
| 2 de abril de 1969  | Cosmódromo de Baikonur | Mars M-69 Nº2 | Fracassou | Uma falha de um dos motores logo após decolar fez com que o foguete voasse 50 metros na horizontal e depois caísse ao solo, explodindo e espalhando o propelente tóxico perto da zona de lançamento, colocando em risco a todos os participantes. |